# 桃岩荘ユースホステル
桃岩荘ユースホステル（ももいわそうユースホステル）は、日本ユースホステル協会に加盟している北海道礼文島のユースホステル。

## 特徴

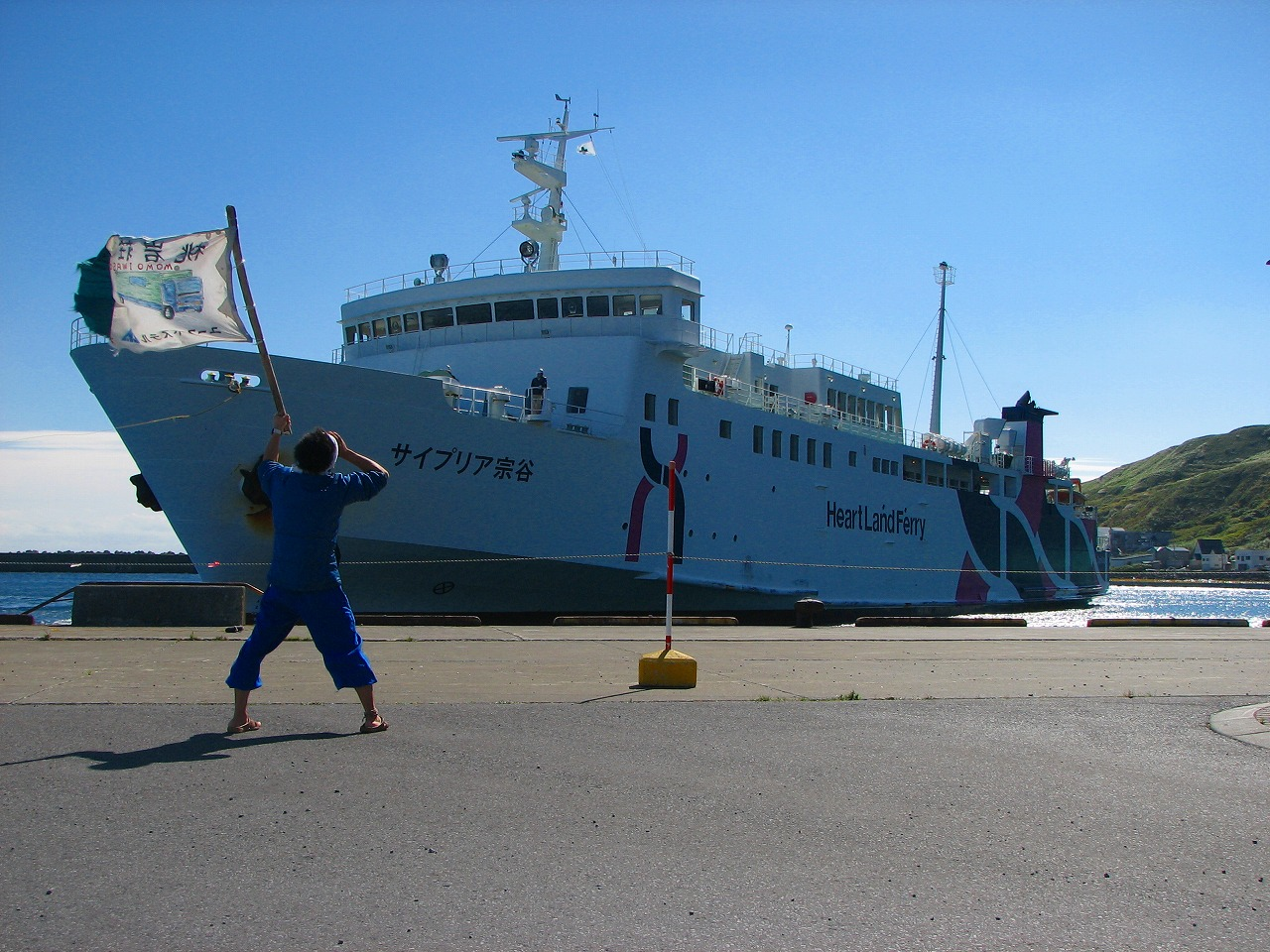
桃岩荘名物 港での出迎え

- 漁師を営んでいた柳谷秀勝により1967年に創業し、建物はかつて実際に使用されていた鰊番屋を改造したものであり[3]、1870年頃の建築である。秀勝の死後1988年からは息子の柳谷秀一が経営している[4]。
- 昔ながらのミーティングが売り物である歌と踊りのユースホステルである[5]。港でのヘルパーによる旗乱舞のお出迎えと歌と踊りによる盛大なお見送りが有名であり[6]、また港からYHへの送迎車の中では知性や教養や羞恥心を捨て去る儀式を行い独自の世界観に慣れさせ、YHの玄関ではタンバリンやマラカスが鳴らされながら迎えられ[7]、晴れた日の日没時には吉田拓郎「落陽」を歌う儀式も行われる[8]。かつて北海道の旅人の間では「北海道3大馬鹿ユース」の筆頭としてえりも岬ユースホステル・知床岩尾別ユースホステルと並び称され[9][注 1]、最盛期の1970年代には1日200人程が宿泊し[3]、その後2023年時点では年間で約1,000人の宿泊に留まっている[7]。また「愛とロマンの8時間コース」と呼ばれる、礼文島西海岸を徒歩で縦断する名物コースは同ユースホステルが開拓した[12]。また全力で仕事に励むヘルパーに魅了されるなど本荘に宿泊したことをきっかけとして礼文島へ移住した住民も複数存在する[13]。

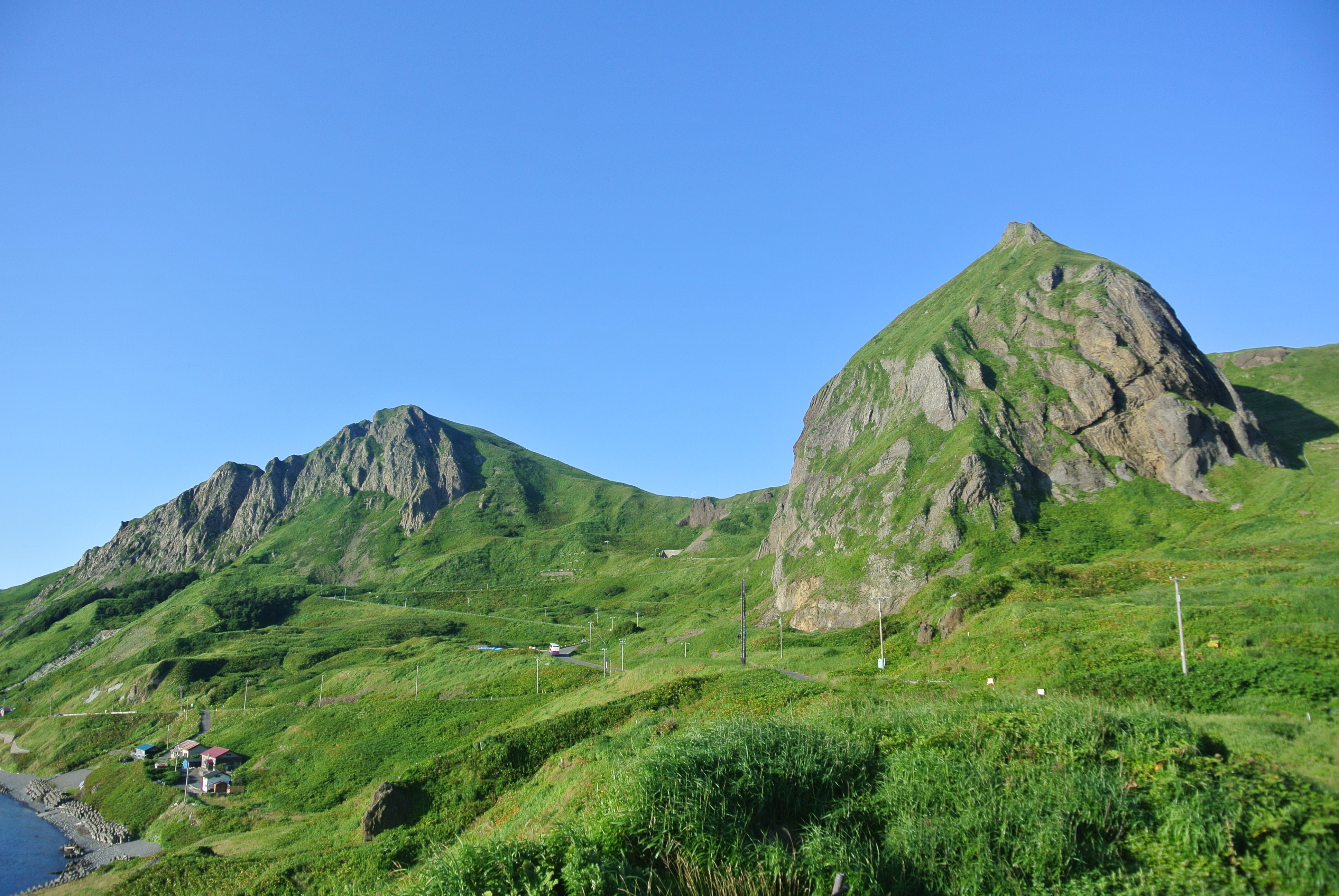
桃岩

- YH内では日本標準時から30分進ませた「桃岩時間」を用い[4]、ミーティングでは島の観光案内や送迎情報を寸劇を交え説明し、その後歌謡曲・童謡・オリジナル曲を歌い踊り[7]、朝はラジオ体操やホステラーによる掃除大会が毎日開かれている。毎年一曲ずつヘルパーが「今年の歌」を制作し、代々歌い継がれている[14]。歌と踊りが盛んな文化を持つユースホステルは本荘が最初とされ[7]、日本ユースホステル協会によると、このような歌って踊るYHは2016年時点で日本唯一という[15]。
- 全館禁酒・禁煙であり、グループ・夫婦であっても幼児がいない限りは男女別室になるなどルールやマナーが厳しい[16]。他に、ゴミの選別や食事時の各自食器洗い、起床・消灯時間なども徹底している[17]。
- ペアレントはほとんどミーティングに参加せず[4]、島外の若者を中心に10人程が住み込みで働き[3]、ヘルパーとして館内の行事や運営を仕切っている。常連や長期連泊者でまとまらないように、ヘルパーはYH初心者や初宿泊者のホステラーに優しい対応を心掛けている[18] 。近年は、6月の礼文島の花の季節には、海外からの宿泊者や中高年層のホステラーが目立ってきている。初めての宿泊者でもお帰りなさいと言われ、ヘルパーや宿泊者はニックネーム（桃ネーム）で呼び合っている[14]。
- 礼文島での営業のほか、常連客やヘルパー経験者といった本荘関係者を集めた集会「桃岩荘大会」を毎年10-11月に東京・京都で開催。上野駅から夜行列車で礼文島へ向かう旅行者を見送るために1980年代から行われた会が起源で、2023年時点では約180人が参加し歌や踊りで楽しむ内容が展開されている[13]。

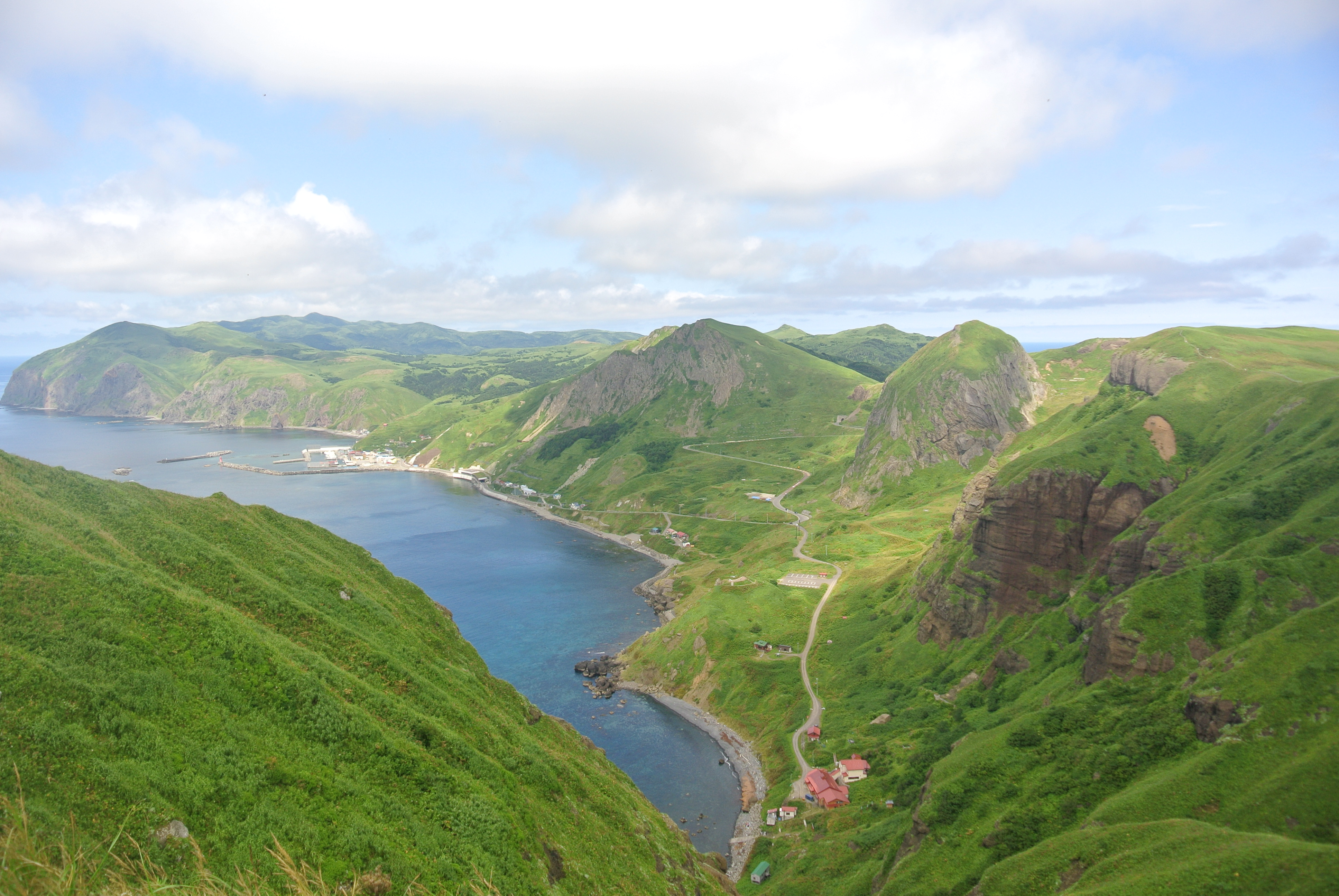
つばめ山からみた桃岩荘ユースホステル

- 昼食は提供していない。2017年以降は夕食も提供しておらず2022年からは朝食もない素泊まりの宿となっている[19]。ただし「ベン＆ジョー」と言う喫茶店がオープンしているのでそこで軽食を取ることは可能である[20]。また「圧縮弁当」という弁当を販売しており、主に8時間コース参加者への昼食用であるが、ホステラーであれば参加者以外でも注文ができる。YHの徒歩30分圏内には食事を取れるところや売店が皆無なので注意が必要である[21] 。他にはYH内売店「ぶたなすび」で、お菓子やインスタント食品などが販売されている。売店ではTシャツ・タオル・手作り製品などのオリジナルグッズが販売されている[22]。

## 出来事
- 1990年度は、元地地区の地すべりに伴う町道封鎖により初の年間休業となりヘルパーによる修繕作業を行うのみとなった[23]。
- 2003年に建物裏の岩が崩れる恐れがあるとして、6月1日の開所直前になって営業を取りやめ、そのシーズンは休館になったことがある[24][25]。

- 2014年8月24日に発生した礼文島の集中豪雨により北海道道765号元地香深線が崖崩れにより寸断。桃岩荘に宿泊していたヘルパー12人とホステラー18人が翌25日に北海道警のヘリコプターにより救助された[26][27]。

- 2020年及び2021年は新型コロナウイルス感染症流行の影響でシーズンを通して休館となった[28][29]。2022年は3年ぶりに営業を再開している（ただし素泊まりのみ）[30]。当初は6月1日営業開始予定であったが、発熱したスタッフにPCR陽性の疑いが出たため、6月16日に延期となった[31]。コロナ禍のため、同年のミーティングは一部内容を変更して行われ名物の歌などは自粛をした[32]。

## 設備
- 喫茶店あり
- 売店あり
- 駐車場あり
- 自炊室あり
- 洗濯機あり
- 衣類乾燥機あり
- 荷物預かりあり
- 全室禁煙
- 禁酒
- 自動販売機あり
- YH主催のツアー有り[33]

## 休館
- 10月1日 - 5月31日

## アクセス
- ハートランドフェリー 稚内発 - 礼文島香深港下船、 徒歩4km（60分）。または送迎車にて15分。

## 関連書籍
- 『ぎっしりしり あこがれぶん　利尻・礼文』(レブ・ジャポン、2000)。
- 尾上太一『島を愛す 桃岩荘/わが青春のユースホステル』(響文社、2011年)。
- 『地球の歩き方 島旅04　利尻・礼文』(ダイヤモンド・ビッグ社、2016)。
- 『スゴいホテル』(イカロス出版、2018)。